# Luise Aschenbrenner
Luise Camilla Aschenbrenner (* 8. April 1995 in München) ist eine deutsche Schauspielerin.

## Leben
Luise Aschenbrenner wuchs in dem bayerischen Markt Altomünster auf. Ihr Schauspielstudium absolvierte sie von 2014 bis 2017 an der Universität der Künste Berlin.
Seit 2013 spielt sie Theater. Sie begann beim Jugendclub der Münchner Kammerspiele. 2016 stand sie beim Stückemarkt des Berliner Theatertreffens in einer szenischen Lesung von Der (vor)letzte Panda oder Die Statik des kroatischen Autors Dino Pešut unter der Regie von Friederike Heller auf der Bühne, und war 2017 in Brave New York in der Regie von Rebekka David und Bendix Fesefeldt in der Box am Deutschen Theater Berlin zu sehen.
Von 2017 bis 2021 war sie fest am Staatsschauspiel Dresden engagiert. Als Darstellerin in der Spielfassung von Dostojewskis Roman Erniedrigte und Beleidigte unter der Regie von Sebastian Hartmann war sie 2019 beim 56. Berliner Theatertreffen zu Gast. Mit ihrer Rolle der Luise in Schillers Kabale und Liebe in der Inszenierung von Data Tavadze wurde sie zu den 20. Internationalen Schillertagen in Mannheim eingeladen.
Als Filmschauspielerin wirkte sie ab 2012 in diversen Kurzfilmen mit. 2014 spielte sie in der Beziehungskomödie Seitensprung, einer Produktion des ZDF, an der Seite von Claudia Michelsen und Maren Kroymann. In dem Spielfilm Brut von 2016 unter der Regie von Constantin Hatz verkörperte sie in der Hauptrolle die Medizinstudentin Marie. Der Film lief im Wettbewerb der  51. Internationalen Hofer Filmtage 2017.
Aschenbrenner lebt in Dresden.

## Filmografie
- 2013: Feuerkäfer (Kurzfilm)
- 2014: Seitensprung
- 2014: Dating Daisy (Fernsehserie, Folge 1x12)
- 2015: Brandmal
- 2016: Der hermetische Zirkel (Kurzfilm)
- 2017: Brut
- 2017: Wald
- 2017: Tatort: Dein Name sei Harbinger
- 2018: Hanne
- 2019: Tatort: Die ewige Welle
- 2021: Tatort: Rettung so nah
- 2021: Fabian oder Der Gang vor die Hunde
- 2023: Luise
- 2024: Die Herrlichkeit des Lebens
- 2024: Disko 76 (Streaming-Serie)
- 2024: Bach – Ein Weihnachtswunder (Fernsehfilm)

## Theater (Auswahl)
- 2017: Der Weg ins Leben (nach Zeitzeugenberichten und Texten von Anton Semjonowitsch Makarenko, Spielfassung von Jörg Bochow und Volker Lösch / Regie: Volker Lösch)[8]
- 2018: Erniedrigte und Beleidigte (nach dem Roman von Fjodor Dostojewski / Regie: Sebastian Hartmann)[9]
- 2018: Von der langen Reise auf einer heute überhaupt nicht mehr weiten Strecke (Henriette Dushe / Regie: Babett Grube)[10]
- 2018: Odyssee (Roland Schimmelpfennig; Uraufführung / Regie: Tilmann Köhler)[11]
- 2019: Kabale und Liebe (Friedrich Schiller / Regie: Data Tavadze / Rolle: Luise)[12]
- 2019: Eine Straße in Moskau (nach dem Roman von Michail Ossorgin, Spielfassung von Jörg Bochow und Sebastian Baumgarten; Uraufführung / Regie: Sebastian Baumgarten / Rolle: Tanja)[13]
- 2019: Schuld und Sühne (nach dem Roman von Fjodor Dostojewski / Regie: Sebastian Hartmann)[14]